# Walter Weiss
Walter-Otto Weiss (ur. 5 września 1890 w Tylży, Prusy Wschodnie, zm. 21 grudnia 1967 w Aschaffenburg) – niemiecki dowódca wojskowy z czasów II wojny światowej w stopniu generała pułkownika.

## Życiorys
Syn oficera Armii Cesarstwa Niemieckiego Richarda Weissa i jego żony Anny Weiss. W latach 1897−1901 uczęszczał do prywatnej szkoły w Rosenberg in Westpreußen. W 1918 roku ożenił się z Elisabeth Heyn; para miała dwóch synów, Helmuta i Waltera. Walther rozpoczął karierę wojskową 1908 roku jako Fahnenjunker w 59 pułku piechoty (4 Pozensky). W czasie I wojny światowej służył w stopniu porucznika (1915) i kapitana (1918). Po jej zakończeniu kontynuował karierę w Reichswehrze.
Podczas II wojny światowej brał udział w kampanii wrześniowej, francuskiej i w operacji Barbarossa. W 1941 roku był dowódcą 26 Dywizji Piechoty. Od 4 lutego 1943 do 12 marca 1945, był dowódcą  2 Armii. 12 marca 1945 roku powierzono mu dowództwo nad Grupą Armii Północ.
W maju 1945 roku został wzięty do niewoli, z której został zwolniony w marcu 1948 roku.

## Kariera wojskowa
- Fähnrich (19 marca 1908)
- Leutnant (19 sierpnia 1909)
- Oberleutnant (24 lipca 1915)
- Hauptmann (15 lipca 1918)
- Major (1 czerwca 1931)
- Oberstleutnant (1 września 1934)
- Oberst (1 marca 1937)
- Generalmajor (1 września 1940)
- Generalleutnant (1 sierpnia 1942)
- General der Infanterie (1 września 1942)
- Generaloberst (20 stycznia 1944)

## Odznaczenia
- Krzyż Żelazny
  - II klasy
  - I klasy
- Krzyż Zasługi Wojskowej
- Order Zasługi Wojskowej (Bułgaria)[3]
- Medal Wojenny
- Medal za Kampanię Zimową na Wschodzie 1941/1942
- Złoty Krzyż Niemiecki
- Krzyż Rycerski Krzyża Żelaznego z Liśćmi Dębu